# Taishi Horie
Taishi Horie (jap. 堀江耐志 Horie Taishi; ur. 12 stycznia 1998) – japoński zapaśnik walczący w stylu klasycznym. Zajął dwudzieste miejsce na mistrzostwach świata w 2022. Brązowy medalista mistrzostw Azji w 2021. Wicemistrz Japonii w 2020 i 2021 roku.